# Старе Шайгово
Старе Ша́йгово (рос. Старое Шайгово, ерз. Ташто Шайга) — село, центр Старошайговського району Мордовії, Росія. Адміністративний центр Старошайговського сільського поселення.
Населення — 5185 осіб (2010; 5205 у 2002).
Національний склад (станом на 2002 рік):
- мокшани — 60 %